# Aitor Iruarrizaga Amarika
Aitor Iruarrizaga Amarica, més conegut com a Iru (Bilbao, 29 de juliol de 1968) és un exfutbolista professional basc, que jugava com a porter.

## Trajectòria
Es va formar a les categories inferiors de l'Athletic Club, però no va passar del filial. A la temporada 93/94 fitxa per la SD Compostela. Al conjunt gallec es fa amb la titularitat i debuta en Primera Divisió a la 94/95, en la qual juga 37 partits. A l'any següent fitxa pel CP Mérida, però no hi apareix cap minut.
L'estiu de 1996 marxa a l'Almeria, on recupera la titularitat tot i que el seu equip baixa a Segona B. Acompanya als andalusos un any en la categoria de bronze abans de retornar a Segona de la mà de la SD Eibar. Iru serà de nou titular a l'esquadra eibarra en la primera campanya, per a passar a la suplència a partir de la 99/00. Tot i això, va formar part de la plantilla armera fins al 2002, quan fitxa per l'Amurrio. A l'equip basc hi va penjar les botes el 2004.
Posteriorment, ha estat treballant com a peó forestal. El 2008 va participar en un programa de telerealitat de la televisió basca ETB 2.